# Ivan Šaponjić
Ivan Šaponjić est un footballeur serbe né le 2 août 1997 à Nova Varoš. Il évolue au poste d'attaquant au Fehérvár FC.

## Biographie

### En club

#### Atlético de Madrid (2019-2022)
Le 8 juillet 2019, Ivan Šaponjić s'engage avec l'Atlético de Madrid, pour trois ans et un montant estimé à 500 000 euros. Son transfert est lié à celui de son coéquipier du Benfica Lisbonne, João Félix, qui rejoint le club espagnol le même été, en effet les colchoneros ont négocié l’incorporation du serbe lors du transfert de ce dernier.
Avec l’Atlético de Madrid, il joue 5 matchs et ne marque aucun but.
Il remporte le Championnat d’Espagne en 2021.

#### Cádiz CF (2021)
Le 22 janvier 2021, le serbe est prêté au Cádiz CF pour aller chercher du temps de jeu. Il jouera 9 matchs et marquera le premier but de sa carrière en Liga le 11 mai 2021 face au CA Osasuna.

#### Slovan Bratislava (depuis 2022)
Le 22 janvier 2022, l'attaquant serbe est transferé au  Slovan Bratislava, actuel leader de la D1 slovaque au moment du transfert.
Il remporte le Championnat de Slovaquie en 2022.

### En sélection
Ivan Šaponjić participe à la Coupe du monde des moins de 20 ans 2015 qui se déroule en Nouvelle-Zélande. Lors du mondial, il joue sept matchs et inscrit deux buts. Il inscrit un but face à la Hongrie lors des huitièmes de finale, puis un autre face au Mali lors des demi-finales. La Serbie remporte la compétition en battant le Brésil.

## Vie privée
En couple avec Ivana Pantic, Ivan Šaponjić devient père pour la première fois le 24 juin 2022.

## Palmarès

### En club (4)
Partizan Belgrade (2)
- Champion de Serbie en 2015
- Vainqueur de la Coupe de Serbie en 2016

 Atlético de Madrid (1)
- Champion d'Espagne en 2021

 Slovan Bratislava (1)
- Champion de Slovaquie en 2022

### En sélection (1)
Équipe de Serbie U20 (1)
- Vainqueur de la Coupe du monde des moins de 20 ans en 2015